# Piotr Żyto
Piotr Żyto (ur. 29 czerwca 1962 w Lesznie) – polski żużlowiec i trener sportu żużlowego.

## Życiorys

### Życie prywatne
Syn Henryka Żyty, również żużlowca.
W wieku 26 lat był tajnym agentem Służby Bezpieczeństwa.

### Kariera sportowa
Licencję żużlową zdobył w 1980 r. w barwach Wybrzeża Gdańsk. Klub ten reprezentował do 1986, w kolejnych latach startował w Kolejarzu Opole (1987–1990). Największy sukces w rozgrywkach z cyklu drużynowych mistrzostw Polski odniósł w 1985 r., zdobywając srebrny medal.
Dwukrotny finalista młodzieżowych indywidualnych mistrzostw Polski (Opole 1982 – brązowy medal, Gniezno 1983 – X m.). Finalista młodzieżowych mistrzostw Polski par klubowych (Tarnów 1983 – srebrny medal). Czterokrotny finalista młodzieżowych drużynowych mistrzostw Polski (cykl turniejów 1980 – srebrny medal, Tarnów 1983 – złoty medal, Lublin 1984 – brązowy medal, Toruń 1985 – IV m.). Finalista mistrzostw Polski par klubowych (Zielona Góra 1983 – VI m.). Dwukrotny finalista turniejów o "Srebrny Kask" (Rybnik 1982 – VI m., Toruń 1983 – XVI m.).

### Po zakończeniu kariery
Po zakończeniu czynnej kariery zawodniczej był menedżerem oraz trenerem żużlowym. Założył agencję Żyto Speedway Management, która doradzała m.in. Sławomirowi Drabikowi i Nielsowi Kristianowi Iversenenowi. Prowadził kluby z Gdańska, Lublina, Opola i Częstochowy, pracował również dwa lata w Wielkiej Brytanii, w klubie Poole Pirates. W latach 2009–2010 był trenerem Falubazu Zielona Góra, gdzie zdobył złoty i srebrny medal DMP.
W 2010 r. kandydował do zielonogórskiej rady miejskiej.

## Odznaczenie
- Krzyż Kawalerski Orderu Odrodzenia Polski za wybitne zasługi dla rozwoju polskiego sportu żużlowego, za osiągnięcia w pracy szkoleniowej (2007)[4]